# Pyramidella prati
Pyramidella prati is een slakkensoort uit de familie van de Pyramidellidae. De wetenschappelijke naam van de soort is voor het eerst geldig gepubliceerd in 1858 door Bernardi.